# Birky (stacja kolejowa)
Birky (ukr. станція Бірки, hist. Borki) – stacja kolejowa między wsiami Birky i Zaliznyczni Birky, w rejonie czuhujewskim, w obwodzie charkowskim, na Ukrainie. Jest częścią administracji Kolei Południowej. Znajduje się na linii Merefa – Łozowa, między stacjami Merefa (w Merefie) i Łozowa (w Łozowej).
Stacja została otwarta w 1869 roku, równocześnie z otwarciem linii kolejowej Charków – Łozowa – Sewastopol.
17 października?/29 października 1888 roku za obecną wsią Wełeteń, a przed stacją Borki, doszło do wypadku kolejowego cesarskiego pociągu cara Aleksandra III i jego rodziny. Romanowowie wracali z Sewastopola do zimowej rezydencji w Gatczynie. Zginęli głównie ludzie jadący lżejszymi wagonami dla służby, natomiast sam cesarz został przygnieciony gruzem. Był jednym z ostatnich, którzy wydostali się z uszkodzonego wagonu. Podobno to właśnie stało się podstawą mitu, że cesarz przez cały czas podtrzymywał się dachu wagonu.
Kilka wagonów pociągu zostało roztrzaskanych wraz z pasażerami. Jeden z wagonów wjechał do poprzedniego. Był to typowy przypadek wypadków kolejowych tamtych czasów, ponieważ drewniane wagony nie były wytrzymałe i nie wytrzymywały wstrząsów. Wagon restauracyjny zamienił się w nierozpoznawalną masę gruzu.
W sumie w pociągu cesarskim zginęło 21 osób, a 37 zostało ciężko rannych lub okaleczonych. Na pamiątkę tego wydarzenia w pobliżu linii kolejowej w Borkach wybudowano sobór Chrystusa Zbawiciela.

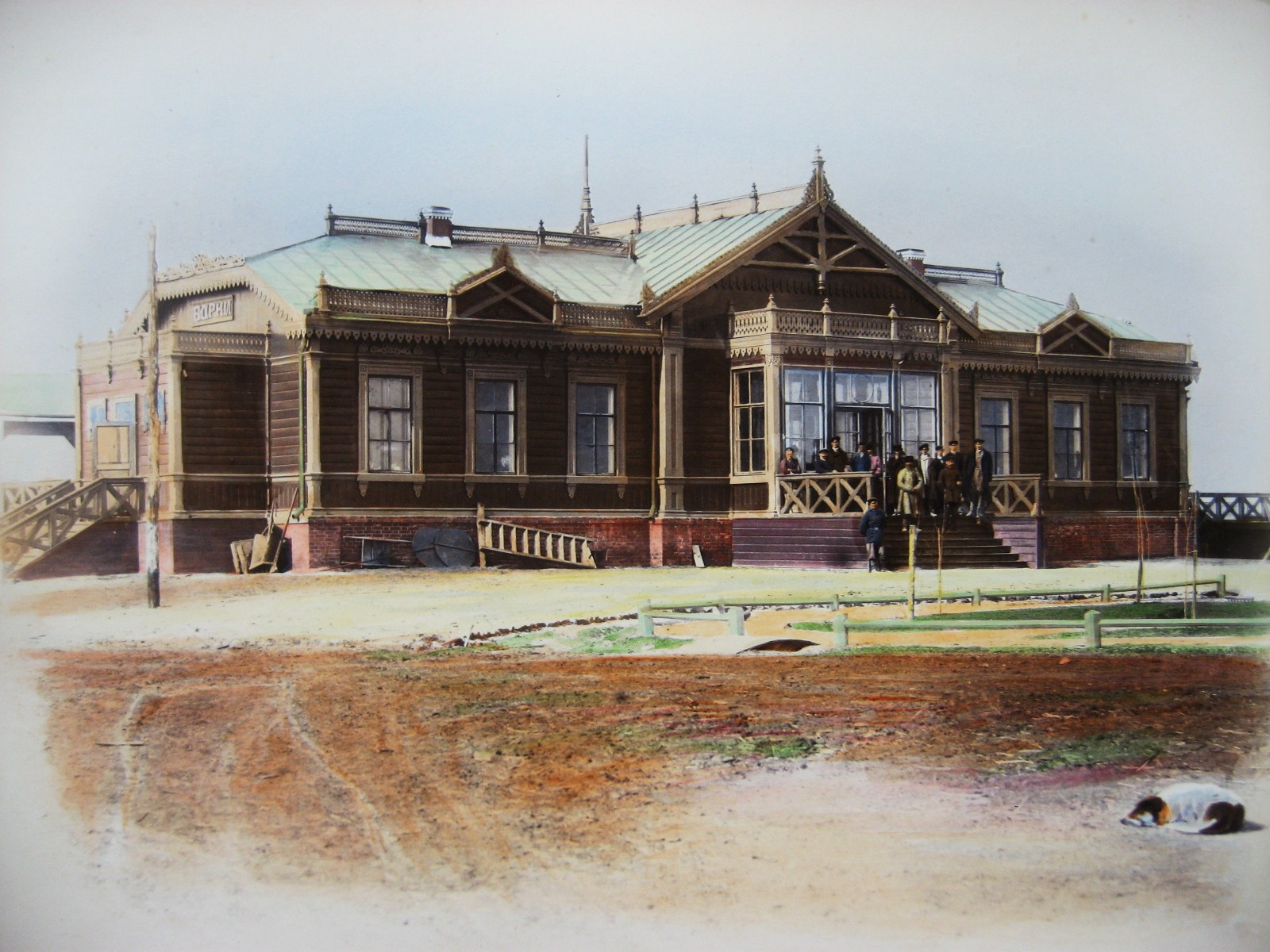
Dworzec na stacji Borki (1885–1888)
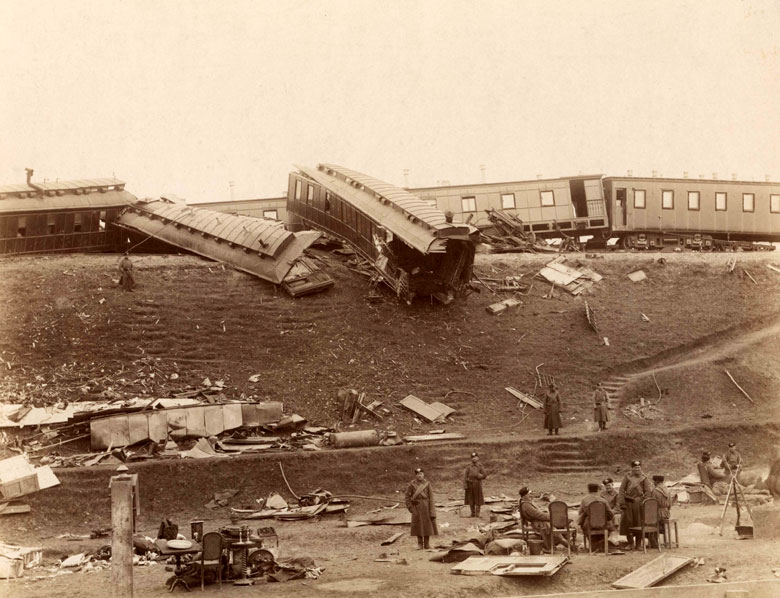
Zdjęcie z wypadku carskiego pociągu
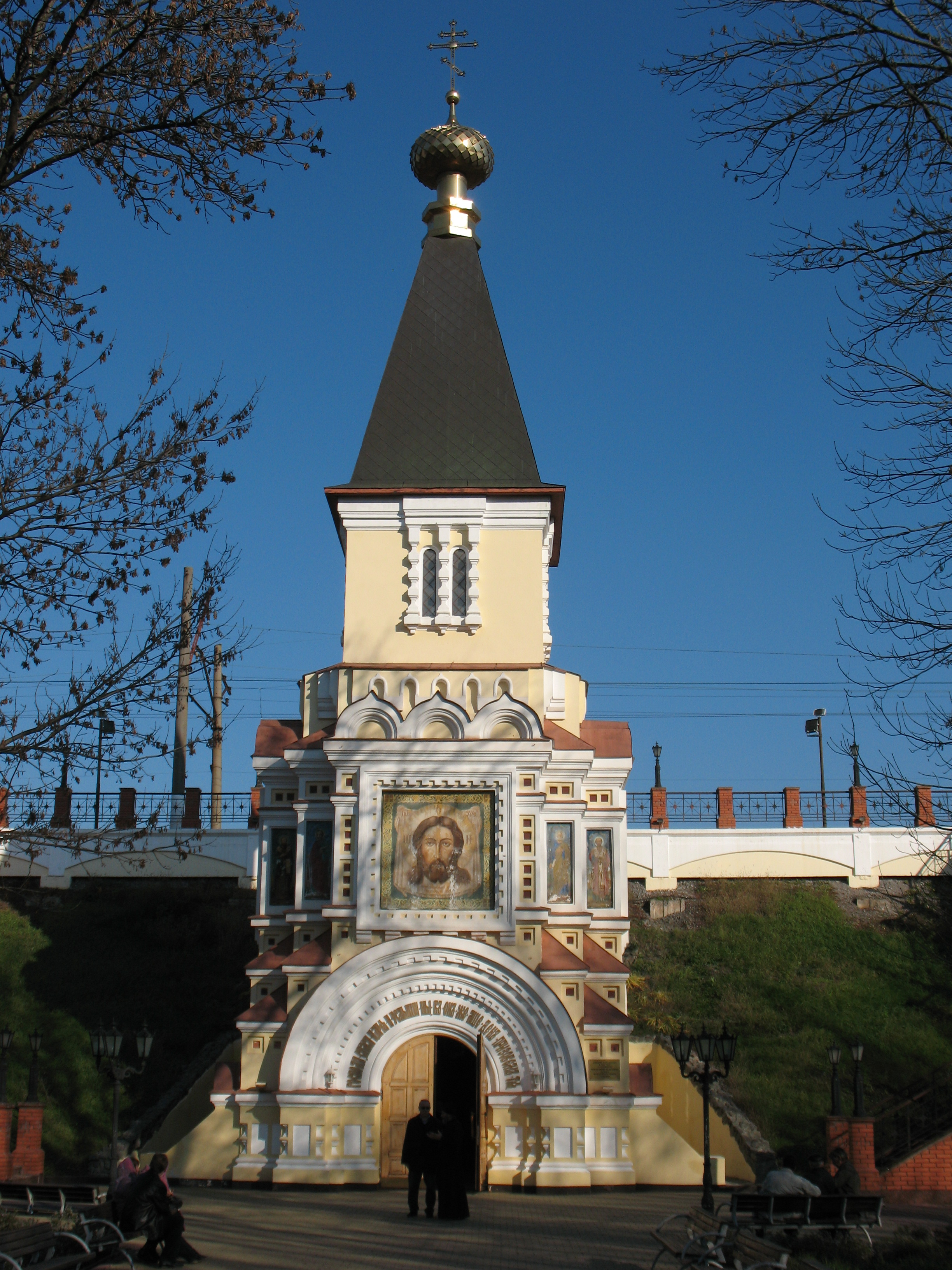
Kaplica na miejscu katastrofy (Spasow Skit)
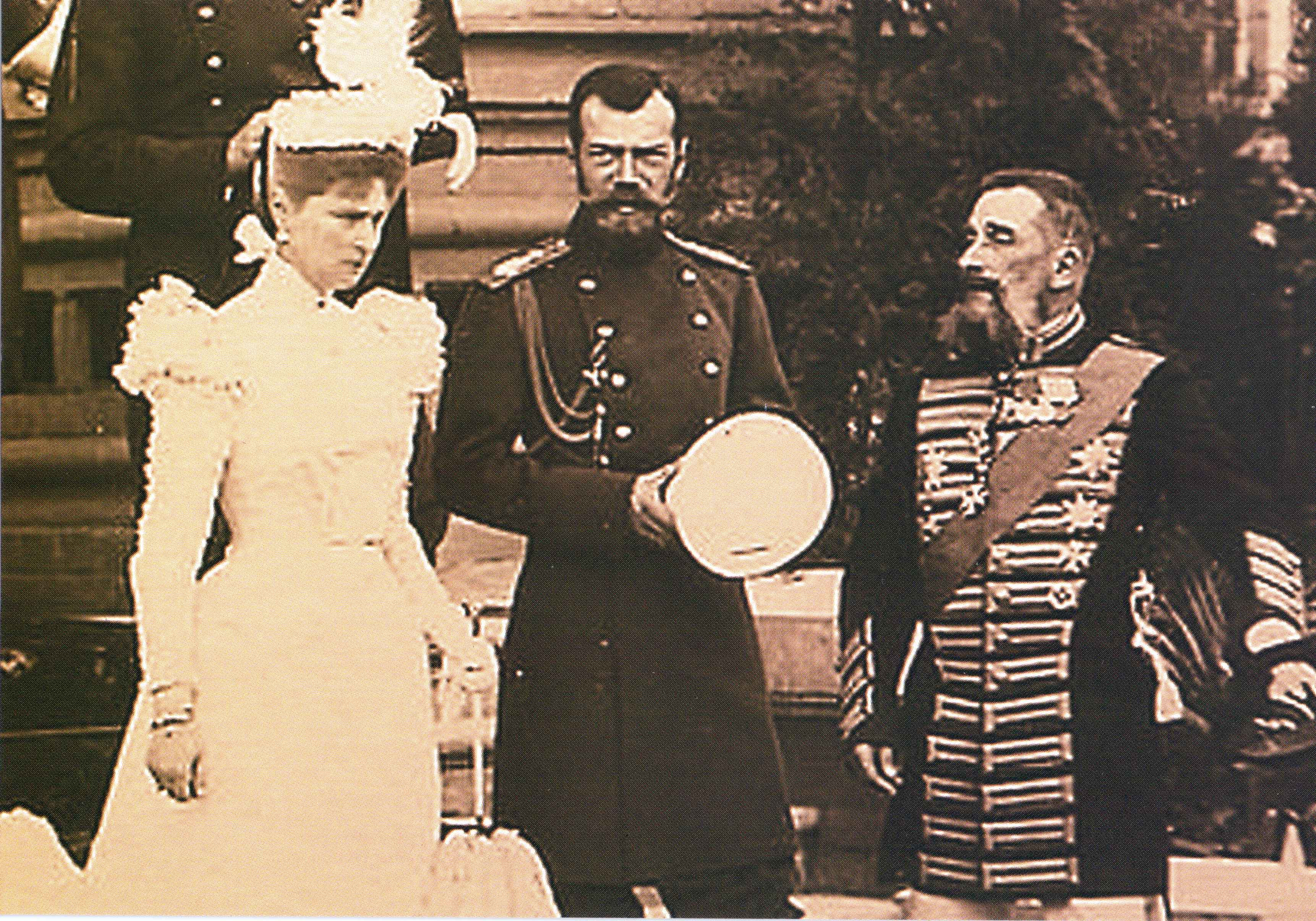
Aleksandra Fiodorowna, Mikołaj II i Hermann Tobiesen, gubernator charkowski podczas obchodów rocznicowych w Borkach (1900)

W 1958 roku stacja została zelektryfikowana prądem stałym (=3 kV) w ramach odcinka Charków – Łozowa (długość 123 km).
Na stacji Birky zatrzymują się tylko pociągi podmiejskie w kierunku Charków-Łozowa.

## Linie kolejowe
- Linia Merefa – Łozowa